# Henegouwse Kempen
De Henegouwse Kempen (Frans: Campine hennuyère) zijn een zanderige streek centraal in de Belgische provincie Henegouwen. Het gebied ligt direct ten noorden van de provinciehoofdstad Bergen en is met 38 km² de kleinste van de veertien landbouwstreken van België. De Henegouwse Kempen strekken zich uit over drie gemeenten: het noorden van Saint-Ghislain, het noorden van Bergen en het zuiden van Jurbeke.
Het gebied vormt een "zand-enclave" binnen de Henegouwse zandleemstreek. De landbouwgrond is er arm, met granen en groenvoer als belangrijkste teelten. Het grootste deel van het gebied wordt ingenomen door bebossing, met name door het Bos van Ghlin, het Bos van Baudour en het kleinere Bos van Hanon. Deze bosrijke omgeving, gelegen aan de noordrand van de Henevallei, vormt een belangrijk natuurgebied met zowel vochtige stukken als heide. De rest van de Henegouwse Kempen bestaat grotendeels uit landbouwgronden en relatief verspreide bebouwing.

## Situering
De streek is van west naar oost zo'n 11 km lang en een viertal kilometer breed. Ze wordt in het zuiden begrensd door de dorpen Maisières, Nimy, Ghlin (deelgemeenten Bergen) en Baudour (deelgemeente Saint-Ghislain). In het noorden ligt ze op het grondgebied van de Jurbeekse deelgemeenten Herchies, Erbisœul en Masnuy-Saint-Jean.
De voornoemde dorpen liggen allen aan de rand van de Henegouwse Kempen. Centraal in het gebied ligt geen enkele grote bewoningskern, maar uitsluitend een paar buurten en gehuchten zoals Bustiau, Bruyère-Dincq en Pavé d'Ath.